# 小瀧千佐子
小瀧 千佐子(こたき ちさこ、1947年4月14日 - )は、20世紀のヴェネチアンガラス、ヴェネチアンビーズ、コスチュームジュエリー、それら三つのジャンルのコレクターであり研究家。有限会社ヴィヴァーチェの創業者にして代表取締役社長。同社が運営するジュエリー&ライフスタイルのショップブランド チサ(chisa) の創始者であり、総合プロデューサーを務める
1983年、日本初となるヴェネチアンガラスの専門店「サンマルコ」を文京区湯島にオープン。
1999年、北鎌倉小瀧美術館を北鎌倉駅前にオープン。(2005年12月に閉館。)

## 略歴
- 1947年 東京に出生。
- 1970年 青山学院大学　文学部　卒業。エールフランス国営航空にスチュワーデスとして入社　客室乗務員として3年勤務のちに地上勤務をつとめ12年で退職。ある日、ふと目についた新聞記事がきっかけで、ヴェネチアンガラスについて学ぶため、度々ムラーノ島を訪れるようになる。
- 1978年 同社　東京支店長(仏人)秘書
- 1982年 同社　退職　その後港区赤坂にヴェネツィアン・グラス＆ギャラリー ”サンマルコ”を設立。
- 1983年 文京区湯島に日本初となるヴェネチアンガラスの専門店「サンマルコ」をオープン。ショップと同名の有限会社の代表取締役に就任。
- 1986年「ピノ・シニョレット展」開催（於：サンマルコ）(於：サンマルコ)　若手ナンバーワンのガラス作家を日本で初めて紹介。
- 1988年「小瀧千佐子の選んだヴェネチアン・グラス展」開催（於：銀座松屋）　日本航空機関誌「WINDS」特集記事に於いて「ヴェネツィアン・グラスの創造力」(12ページ)と題して小論文発表
- 1990年「ヴェネチアン・グラスでつくる茶道具展」開催（於：銀座松屋）
- 1992年 「ヴェネツィアの仮面展」開催(於：サンマルコ)
- 1993年 千代田区御茶ノ水に「サンマルコ」を移転。
- 1995年 東京ドームに於いて「テーブルウェア・フェスティバル」に参加　イタリア特集につきイタリア大使館の依頼を受け「ヴェネツィアン・グラス1000年の軌跡」と題し企画・展示の監修、コレクションの出展。　講演「ヴェネツィアン・グラスの魅力」、使って楽しめるヴェネツィアン・グラスによるオリジナル・テーブル・セッティングを初提案する。
- 1997年「家庭画報」特集「ヴェネツィア 夢の休日」(30ページ)でヴェネツィアン・グラスをはじめヴェネツィアの魅力をコーディネートする。　同時に「ヴェネツィアン・グラス目利き入門」と題し、一般の人々にヴェネツィアン・グラスの善し悪しのポイントを紹介。
- のちにヴィンテージショップで長年無意識に収集していたジュエリーが「コスチュームジュエリー」であったことを知り、そのデザイナーたちのスピリットと、職人たちの技術に感銘を受け、ロンドン、ミラノ、パリにてコスチュームジュエリーをコレクト、研究しはじめる。
- 1999年 神奈川県鎌倉市、20年以上に及ぶヴェネツィアン・グラスのコレクションを基に北鎌倉駅前に長年の夢であった「北鎌倉小瀧美術館」を開館。同時に、新宿 京王プラザホテル内にヴェネチアンガラスとコスチュームジュエリーのショップ、「Vivace (ヴィヴァーチェ)」をオープン。
- 2014年にはオリジナルブランドとして、ジュエリー＆ライフスタイルのショップブランド≪ chisa ( チサ ) ≫を立ち上げ、北参道にショップをオープンした。
- 以来、今日まで日本に於けるヴェネツィアン・グラスのパイオニアとして、その魅力を広めると共に、日本の生活空間の中で生かして使えるヴェネツィアン・グラスを提案し続けている。

## 主な展覧会、個展歴
- 1986年「ピノ・シニョレット展」開催（於：サンマルコ）ピノ・シニョレットの展覧会としては日本初。
- 1988年「小瀧千佐子の選んだヴェネチアン・グラス展」開催（於：銀座松屋）
- 1990年「ヴェネチアン・グラスでつくる茶道具展」開催（於：銀座松屋）
- 1995年「テーブルウェアフェスティバル　イタリア特集」招聘。イタリア大使館の依頼を受け「ヴェネチアン・グラス1000年の軌跡」と題して企画・展示の監修、コレクションを出展（於：東京ドーム）
- 1999年 企画展「フラヴィオ・ポーリとセグーゾ工房展」開催（於：北鎌倉小瀧美術館）
- 2000年 企画展「フラテッリ・トーゾ工房展」開催（於：北鎌倉小瀧美術館）
- 2001年「海を渡ったビーズたちⅠ 大ヴェネチアン・アンティークビーズ展」開催（於：北鎌倉小瀧美術館）
- 2003年「海を渡ったビーズたちⅡ ファッション・モードとヴェネチアンビーズ展」開催（於：北鎌倉小瀧美術館）
- 2004年「海を渡ったビーズたちⅢ コスチューム・ジュエリーの世界」開催（於：北鎌倉小瀧美術館）
- 2005年「息づくガラスの人形展」開催於：北鎌倉小瀧美術館）
- 「ヴェネツィアンビーズとコスチュームジュエリー展」開催 全国巡回（於：銀座和光・日本橋三越・名古屋松坂屋美術館・福岡市立博物館・横浜そごう美術館、 熊本県立美術館ほか）
- 2011年「ヴェネチアンガラスとコスチュームジュエリーの世界展」開催（於：銀座三越ギャラリー）
- 2012年「小瀧千佐子作品展　－ムラーノガラスの花入とうつわ－」　/　同時開催「魅惑のコスチュームジュエリーコレクション」開催（於：銀座三越ギャラリー）
- 2013年「小瀧千佐子の奏でる ムラーノガラスのファンタジア — 優美でユーモラスなオブジェたち —」 開催（於：銀座三越ギャラリー）
- 2015年「チサさんの好きなもの紹介します」　開催（於：銀座三越ギャラリー）
- 2016年「小瀧千佐子のグラークス展」開催（於：chisa）
- 2017年「コスチュームジュエリー展 ― 小瀧千佐子コレクション ―」（於：銀座 和光 和光ホール）
- 2018年 小瀧千佐子コレクション「旅するヴェネチアンビーズ」（於：町田市立博物館）「リーン・ヴォ―トラン展」（於：chisa）「千年の歴史を纏う ベネチアビーズ展 ― 小瀧千佐子コレクション ―」（於：銀座 和光 和光ホール）
- 2019年「THE BEST OF MIRIAM HASKELL」開催（於：chisa）
- 2020年「トリファリ展　― アルフレッドフィリップに想いを馳せて― 」（於：chisa）
- 2020年「大好きバラリン ― レースガラスに捧げた537年 ―」（於：chisa）
- 2021年「ムリーネのおはなし ―エルコレ・モレッティ工房」（於：chisa）
- 2021年「コスチュームジュエリー 美の目覚め 小瀧千佐子コレクション」（於：銀座 和光 和光ホール）
- 2021年「LIVIO ROSSI　炉から離れて、ランプワークの世界へ」（於：chisa）

## 著書
2001年『ヴェネツィアンビーズ』平凡社　（別冊太陽「骨董を楽しむ」）